# オレンジ・イズ・ニュー・ブラック
『オレンジ・イズ・ニュー・ブラック』（原題：Orange Is the New Black、略称：OITNB）は、
2010年に刊行されたパイパー・カーマン(Piper Kerman)の回想録『オレンジ・イズ・ニュー・ブラック 女性刑務所での日々』(Orange Is the New Black: My Year in a Women's Prison)を原作とし、ネットフリックスで配信されているアメリカのテレビドラマである。
恋人の麻薬取引を手伝った罪で投獄されたパイパー・チャップマンと、他の女囚との女子刑務所での生活を描いたヒューマンドラマ。

## 概要
シーズン1は2013年7月11日に、シーズン2は2014年6月6日に、シーズン3は2015年6月11日に、シーズン4は2016年6月17日、シーズン5は2017年6月9日に、シーズン6は2018年7月27日に、シーズン7（ファイナルシーズン）は2019年7月26日にそれぞれ配信が開始された。
2019年7月の時点で、ネットフリックスで最も視聴されたオリジナル作品であると発表されている。
日本語版は2015年9月よりネットフリックスにて配信された。また、日本ではDVDがシーズン5まで発売・レンタルされている。

## ストーリー
女子刑務所の赤裸々な実態が描かれる。囚人の大半は暴力を伴わない罪で収容されているが、中には殺人を犯した者もいる。大半は低所得および中所得の家庭出身である。刑務所は腐敗し、看守たちは女囚に対してハラスメントを行うが、一部は女囚と親密となる。カットバックにより、囚人たちの服役以前の生活や看守たちの人生も描かれる。囚人たちは友情や恋愛関係で結ばれ、あるいは反目し、白人、黒人、ヒスパニック系の人種グループに分かれて抗争する。

### シーズン1
ニューヨーク在住の30代の女性パイパー・チャップマンは、突然にニューヨーク郊外の女子刑務所で15か月の服役を宣告される。10年前、麻薬密売業者であった恋人のアレックスのために現金を運んだ罪による。それ以来、パイパーは静かな中流の生活を送っていたが、突然の判決で婚約者、家族、友人たちも戸惑う。パイパーは刑務所でアレックスと再会し再び肉体関係を持つ。当初キッチン担当でボスのレッドに虐められた後、次第に友人を増やすが敵も作る。婚約者のラリーとの関係は微妙となる。狂信的なペンサタッキーと反目し、襲われて逆襲したために独房入りする。

### シーズン2
パイパーは麻薬業者のボスの裁判に呼ばれ、復讐を恐れて偽証するが、偽証を翻したアレックスだけが保釈される。残されたパイパーは所内の新聞づくりを始める。看守のベネットと関係をもったダヤは妊娠し、看守のメンデスを誘惑して父親の責任をなすりつける。キッチン担当から外されたレッドは温室で植物栽培を始め、年配の白人を組織して密売ビジネスに手をつける。黒人を組織するヴィーが横取りし、レッドを襲って重傷を負わせる。だが密売ビジネスは摘発され、ヴィーは手下たちにも反目されて脱獄し、末期がんの告知を受けたローザに車で轢かれて殺される。別の刑務所に移送されそうになったパイパーは所長代理のフィゲロアの予算横領を摘発し、後任のカプートは移送を中止する。パイパーは親友がラリーと寝ていることを知ってショックを受け、アレックスを陥れて刑務所に引き戻す。

### シーズン3
シーズン3ではパイパーの陰湿な部分が表れ始める。アレックスはパイパーとのよりを戻すがボスからの復讐に脅える。パイパーは下着縫製の仕事に就き女囚の使用済みの下着を外部に売る裏ビジネスを始める。諌めるアレックスから離れ、裏切った新しいガールフレンドを陥れて重刑務所に送る。ニッキーは隠していた麻薬が見つかって重刑務所に移送される。ベネットはダヤの家族に馴染めず刑務所を辞めて去る。ダヤの産んだ女児は警察に連れ去られる。予算不足のために刑務所は閉鎖されそうになり、民間会社の経営下でコスト削減が徹底されて看守や女囚の間に摩擦が生じる。

### シーズン4
アレックスは殺し屋に襲われ、ロリーの助けで殺して花壇に埋める。大勢の囚人が入所して、カプートの苦労は増える。看守は大量に辞職するが、元軍人が新たに雇われて穴を埋める。ヒスパニックが多数派となり、パイパーは下着ビジネスを妨害され、腕に焼印を押される。ヒーリーは精神上の問題を抱える。ニッキーとソフィアは独房から戻る。花壇から死体が発見され、看守長ピスカテラが高圧的に捜査する。囚人たちは抗議行動をとり、プッセイが巻き込まれて死ぬ。

### シーズン5
プッセイの死をきっかけに始まった数日間の暴動を描く。ダヤは銃で看守の脚を撃ち、満足な処置を受けられなかった看守は死に至る。囚人たちは看守を人質にして刑務所を占領し、無秩序な行動をとる。携帯電話により、外の世界に向けビデオを公開する。暴動に巻き込まれたMCC幹部のリンダは囚人のふりをする。テイスティら黒人グループはプッセイの死の原因となった看守ベイリーの処罰と環境の改善を求める。州知事が交渉人としてフィゲロアを送り込むと、カプートが囚人たちの代理人となる。強硬策を求めるピスカテラは単身で刑務所に潜入するが捕えられる。一部の囚人が看守を逃がし、部隊が刑務所を鎮圧する。ピスカテラは鎮圧部隊に撃たれて死ぬ。囚人たちはバスに乗せられて刑務所を離れる。

### シーズン6
鎮圧部隊は囚人がピスカテラを殺したように偽装する。囚人たちは重警備の刑務所に移されて暴行と尋問を受ける。カプートは停職となりフィゲロアが後任となる。リンダは囚人と間違えられて髪の毛を剃られ、これをネタにMCCを脅迫して重役となり、MCCをPolyConと改名して刑務所のイメージアップに取り組む。ペンサタッキーは親しい看守とともに逃亡するが手配されて自首し、症状の悪化したスーザンとともに快適なBブロックに収容される。看守たちは囚人の行末を予想するゲームにのめりこむ。囚人たちはブロック間の抗争に巻き込まれる。レッドは暴動主導を認めて刑期を延長する司法取引を結ばざるを得ず、快適なBブロックに移ったフリーダに売られたと思い込んで憎む。ダヤは、釈放されて看守長ホッパーと付き合う母親アレイダと協力して所内でヘロインを売り、自身も中毒となる。テイスティはMCCを辞めたカプートの奔走にもかかわらず、シンディに不利な証言をされ、ピスカテラ殺人で有罪となる。パイパーは囚人のボスに睨まれるが看守長と取引をして早期出所となり、アレックスと獄中結婚する。ソフィア、ブランカも出所となるが、ブランカは即座に逮捕されて移民収容施設に送られる。

### シーズン7
パイパーは保護観察下の生活に苦労する。アレイダは同棲する看守長のホッパーを所長にしようとして果たせず、暴力事件を起こして刑務所に逆戻りする。シンディはテイスティを売ったことを悔やみながら仮出所する。妹と偽っていた娘に真実を知られ、ホームレスとなる。刑務所よりも劣悪な環境のPoliConが運営するICE違法移民収容施設が描かれる。違法移民たちは母国での暴力、処刑を逃れてアメリカにとどまろうとするが、容赦なく帰国を強制される。ブランカと再会したマリッツァはコロンビアに強制送還される。ブランカは仲間の助けで施設を出る。リンダはフィゲロアをPolyCon運営のICEの施設長に転任させ、タミカを後任の所長に抜擢する。精神病棟を閉鎖してコストを削減する。所長となったタミカは懲罰房を閉鎖し、教育プログラムを始めるが、最終的にリンダに解雇される。 タミカを支援するカプートは、フィッシャーから＃MeTooの告発を受ける。フィゲロアと不妊治療を始め、養子をとる。アレックスは看守たちによって違法な商売を強制させられそうなところをマカロウに助けられる。それがきっかけで軽い商売を一緒に始めることになり密会を重ねるうちに恋仲になってしまう。何度か関係を重ねるが、最終的にはパイパーを裏切れないと関係を断つことをマカロウに伝え恋心に苦しんだマカロウによってオハイオの刑務所に移動させられる。ダヤはダディの浮気を許せずに毒殺して密売組織を乗っ取り、母親アレイダと対立し、ホッパーの解雇を仕組む。終身刑となったテイスティは絶望して自殺を望むが、囚人たちの教育プログラムを助け、再審には至らずも絶望を脱して出所者の支援ファンドを始める。グロリアはルスチェックに救われて出所する。長らく懲罰房に入れられていたレッドは認知症となる。ローナは息子の死から目を背け、精神に異常をきたす。ニッキーは親しくなったエジプトからの違法移民が強制送還され、レッドとローナの世話に苦労する。ペンサタッキーはテイスティーの助けでGEDの勉強をするが学習障害に苦しみ、絶望し麻薬の過剰摂取で死ぬ。オハイオに移ったアレックスは旧知の囚人たちに再会し、パイパーが面会に訪れる。

## 登場人物

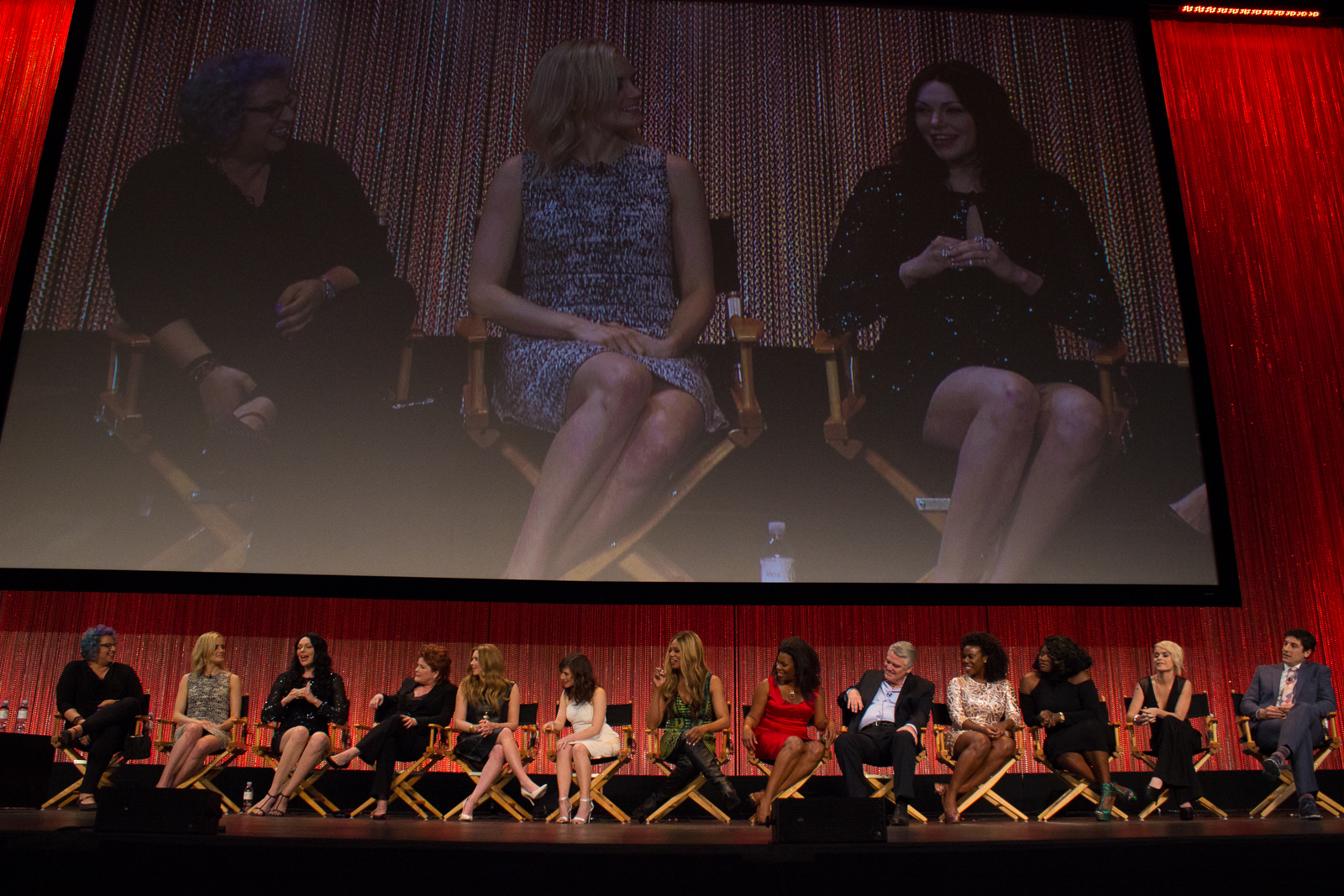
『オレンジ・イズ・ニュー・ブラック』のキャストたち。

### 囚人たち

#### 白人
- パイパー・チャップマン（Piper Chapman）
  - 演 - テイラー・シリング / 日本語吹替 - 園崎未恵
  - 本作の主人公。裕福な中流階級出身の白人で金髪。恋人のラリーと結婚を予定していたが、10年前に同性愛関係にあったアレックスのために麻薬密輸の代金を外国に持ち込んだ罪で、突然15か月の刑で収監される。お嬢様育ちゆえ当初は手荒い扱いも受けるが、徐々に持ち前の賢さと腹黒さを露わにし、刑務所内で生き残っていく。S6では早期出所当日、ニッキーとモレロが見守る中アレックスと獄中結婚する。S7では出所し弟夫婦と同居するも煙たがられ家賃を支払うため父親の事務所で働いた。その後アレックスの移動に伴いオハイオに移る。学校に通いつつ、スターバックスで働き始める。最後のシーンではアレックスとの面会で微笑み合う。
- アレックス・ヴァウス（Alex Vause）
  - 演 - ローラ・プレポン / 日本語吹替 - 土井真理
  - パイパーの元恋人の白人（後にパイパーと結婚）。麻薬の売人でレズビアン。長身、黒髪、黒縁眼鏡がトレードマーク。刑務所でパイパーと再会し、彼女を翻弄する。一度はパイパーを裏切って麻薬売人のボスの犯罪を証言し、仮出所する。パイパーのたくらみで再び刑務所に戻った後は、ボスの復讐を極度に恐れ、S3で所内でギャングに襲われる。S6では急遽早期出所するパイパーと獄中婚する。S7では看守マカロウに一方的に思いを寄せられてオハイオに移動させられる。
- ガリーナ・"レッド"・レズニコフ (Galina "Red" Reznikov)
  - 演 - ケイト・マルグルー / 日本語吹替 - 水野ゆふ
  - S1では食堂/厨房の管理者。ロシア移民の白人で、かつては夫とともにレストランを経営。自他共に認める女囚たちのボスであり、無礼者には容赦しないが、手厚く手下たちの面倒をみる人情家の一面もある。S5での暴動主導を問われて刑期延長となる。Cブロックに収監。S7では認知症を発症し、Bブロックに異動する。
- ニコール・"ニッキー"・ニコルズ (Nicole "Nicky" Nichols)
  - 演 - ナターシャ・リオン / 日本語吹替 - 清水はる香
  - ユダヤ人のレズビアン。裕福な家に育つが両親と反目して麻薬常習者となる。多くの女囚たちと関係を持つ。レッドとは母娘のような関係である。囚人暴動後Dブロックへ収監され、移民施設の調理スタッフになる。
- ティファニー・“ペンサタッキー“･ドゲット (Tiffany "Pennsatucky" Doggett)
  - 演 - タリン・マニング / 日本語吹替 - 西島麻紘
  - パイパーに敵対する狂信的なキリスト教徒の白人。麻薬常用癖のため当初は歯にダメージを負っている。S3では護送車の運転手になるが、慕っていた看守に突如レイプされ、心身共にダメージを受ける。S6では逃亡するが自首し、Bブロックに収監される。「ペンサタッキー」とはペンシルバニアとケンタッキーを重ねた造語で、ペンシルバニアの田舎の地域を意味する。S7で勉強を始めるも学習障害に苦しみ、ドラッグ過剰摂取により死亡する。
- ローナ・モレロ (Lorna Morello)
  - 演 - ヤエル・ストーン（英語版） / 日本語吹替 - あいざわゆりか
  - イタリア系の白人。S1-2では護送バンの運転手。ニッキーとは肉体関係込みの親友。異常に嫉妬深く、妄想癖がある。S3では所外のボーイフレンドのビニーと結婚する。S6ではDブロックに収監後しばらくして破水する。S7では移民施設の調理スタッフになる。出産した息子の死を知らされる。
- シスター・ジェイン・インガルス (Sister Jane Ingalls)
  - 演 - ベス・ファウラー（英語版） / 日本語吹替 - 有川知江
  - 年配の囚人グループの一人。かつては修道女だったが、反体制活動により収監された。(S1-S4)
- キャリー・"ビッグ・ブー"・ブラック (Carrie "Big Boo" Black)
  - 演 - リア・デラリア（英語版） / 日本語吹替 - 池田果奈子
  - 肥満体の白人で積極的なレズビアン。多くの女囚と関係を持つ一方で、友情にも厚く、パイパーやペンサタッキーを手助けする。S5では女囚を装うリンダと関係する。
- ノーマ・ロマノ (Norma Romano)
  - 演 - アニー・ゴールデン（英語版）
  - レッドと同期の囚人で、右腕のような存在。ほとんど言葉を発せず、身振りと表情のみでコミュニケーションをとっている。元はカルト教祖の妻で、霊的な力を持つと噂される。(S1-S5,S7)
- リアン・テイラー (Leanne Taylor)
  - 演 - エマ・マイルズ（英語版） / 日本語吹替 - 森なな子
  - 元アーミッシュで麻薬所持により収監。S1ではペンサタッキー、S3ではノーマにまとわりつき宗教活動を熱心に行う。(S1-S5,S7)
- ロリー・ホワイトヒル (Lolly Whitehill)
  - 演 - ロリ・ペティ / 日本語吹替 - 夏川朋子
  - 白い短髪で眼鏡。陰謀論に取りつかれたパラノイアで、S3ではアレックスが自分を殺そうとしていると信じ込んでいる。S4では所内でアレックスを襲ったギャングを始末する。S6では精神病棟に収容される。(S2-S4,S6-S7)
- ステラ・カーリン (Stella Carlin)
  - 演 - ルビー・ローズ / 日本語吹替 - 鶏冠井美智子
  - オーストラリア出身の若く中性的な短髪の女囚。パイパーと共に下着工場で働き、親しくなる。(S3-S4)
- ジュディ・キング (Judy King)
  - 演 - ブレア・ブラウン（英語版） / 日本語吹替 - 宮沢きよこ
  - 脱税でリッチフィールド刑務所に収監された著名な料理研究家。マーサ・スチュワートがモデル。出所後、刑務所内での生活を赤裸々に描いた本を出版する。テイスティに協力し、出所後の受刑者を支える基金に出資する。(S3-S5,S7)
- フリーダ・ベルリン (Frieda Berlin)
  - 演 - デール・ソウルズ（英語版）
  - レッドの取り巻きの初老の女囚。飄々としているが、複数件の殺人罪で収監された猛者。アレックスを襲ったギャングの死体の始末をする。後にBブロック収監。(S2-S7)
- マディソン・"バディソン"・マーフィ (Madison Murphy)
  - 演 - アマンダ・フラー / 日本語吹替 - 宮沢きよ子
  - 重警備刑務所の囚人。Cブロックのボスのキャロルの右腕。テイスティとのトラブルの末、ミズーリに移送される。（S6-S7）
- キャロル・デニング (Carol Denning)
  - 演 - ベニー・ラッセル（英語版） / 日本語吹替 - 長尾歩
  - フリーダにかつて嵌められた因縁のあるデニング姉妹。重警備刑務所のCブロックのボス。姉妹同志殺しあって死亡する。（S6）
- バーバラ・"バーブ"・デニング(Barbara Denning)
  - 演 - マッケンジー・フィリップス / 日本語吹替 - 園崎未恵
  - フリーダにかつて嵌められた因縁のあるデニング姉妹。重警備刑務所のDブロックのボス。姉妹同志殺しあって死亡する。（S6）

#### ヒスパニック・中南米系
- ローザ・"ミス ローザ"・シスネロス(Rosa "Miss Rosa" Cisneros)
  - 演 - バーバラ・ローゼンブラット（英語版） / 日本語吹替 - 樺山ミナミ
  - ヒスパニック系では長老格の囚人。銀行強盗により収監された。末期癌を患っており、所外の病院に監視付きで通院している。(S1-S3)
- ダヤナラ・"ダヤ"・ディアス (Dayanara "Daya" Diaz)
  - 演 - ダーシャ・ポランコ / 日本語吹替 - 竹内絢子
  - ヒスパニック系で同じく囚人のアレイダ・ディアスの娘。看守のジョン・ベネットと恋愛関係になった末に妊娠する。ベネットのことを守るため、看守のメンデスの子であると偽装するために関係を持ったがベネットから見捨てられ、その後所内出産する(後にメンデスの母親へ子を引き渡す。)。S5では誤って看守を撃ち死亡させた。S6では自分に好意にしてくれるダディに恋心を抱き、ダディのために出所した母と組んで所内へヘロインを持ち込む。S7では嫉妬心から他の囚人と関係を持つダディを毒殺する。組織を乗っ取りアレイダと対立する。
- アレイダ・ディアス (Aleida Diaz)
  - 演 - エリザベス・ロドリゲス / 日本語吹替 - 品田美穂
  - ダヤの母。男のために子供時代のダヤを放置したため、刑務所でもダヤとの関係は微妙。ボーイフレンドのセサルの麻薬取引の罪を被って収監。S4では出所。S6では娘たちと一緒に暮らすためのお金を稼ぐため、獄中にいるダヤに看守長を介してヘロインをさばくも、ダヤがヤク漬けになっていくことに打ちひしがれる。S7で暴行事件を起こし、刑務所に戻る。その後ダヤと完全に対立し、最終話では殺意を持って攻撃する。（その後は不明）
- グロリア・メンドーサ (Gloria Mendoza)
  - 演 - セレニス・レイバ（英語版） / 日本語吹替 - 西島麻紘
  - ヒスパニック系囚人のボスで、レッドに代わって食堂/厨房の管理者となる。雑貨店を経営していたが、フードスタンプ詐欺により収監された。S7で出所する。
- マリア・ルイース (Maria Ruiz)
  - 演 - ジェシカ・ピメンテル（英語版） / 日本語吹替 - 品田美穂
  - ドミニカ系の囚人。偽ブランド品販売により収監。ギャング組織のボスを父親に持ち、恨みを抱いているパイパーに対抗して、囚人達を組織し復讐を企てる。S6では重警備刑務所の抗争を阻止する。S7では一転して改心し、周囲に許しを求める。
- ブランカ・フローレス (Blanca Flores)
  - 演 - ローラ・ゴメス（英語版） / 日本語吹替 - 新谷真弓
  - ドミニカ系の囚人。眉毛がつながっている。S6で出所するも移民収容施設に拘束される。S7で解放される。
- マリッツァ・ラモス (Maritza Ramos)
  - 演 - ダイアン・ゲレロ（英語版） / 日本語吹替 - 森なな子
  - ペンサタッキーに代わり護送車の運転手となる、ヒスパニック系の若い女囚。出所するもS7では移民収容施設に入れられ、コロンビアに強制送還される。
- マリソル・"フラカ"・ゴンザレス (Marisol "Flaca" Gonzales)
  - 演 - ジャッキー・クルーズ（英語版） / 日本語吹替 - 御沓優子
  - 目の下に涙を描くゴス。マリッツァとしばしば行動を共にする。ヒスパニック系の若い女囚。シンディと監内放送を担当する。後に移民施設の調理スタッフとなり暴動後離ればなれになっていたマリッツァとの再会を喜ぶ。
- ダディ (Domiga Duarte)
  - 演 - ヴィッチ・マルティネス（英語版） / 日本語吹替 - 東内マリ子
  - 重警備刑務所のDブロック囚人。ボスのバーブの右腕。ダヤと親しくなるも嫉妬からダヤに殺される。（S6-S7）

#### 黒人
- スーザン・“クレージー・アイズ”・ウォーレン (Suzanne "Crazy Eyes" Warren)
  - 演 - ウゾ・アドゥーバ（英語版） / 日本語吹替 - 美々
  - エキセントリックな性格の黒人。白人夫婦の養女となるが実子の妹が生まれ、周りの白人社会に馴染めない少女時代を送る。無実の罪で収監されている。一時期パイパーに想いを寄せる。自身が書いた小説が人気になり、文筆の才能を発揮する。ヴィーからいいように使われている自覚がなく、彼女の死後も慕う様子がうかがえる。シンディから囚人暴動中一緒にいたと口止めされるもずっとモヤモヤしている。Bブロックに収監。
- ターシャ・“テイスティ”・ジェファーソン (Tasha "Taystee" Jefferson)
  - 演 - ダニエル・ブルックス / 日本語吹替 - 吉田麻実
  - 高い知性を持つ若い黒人。ヴィーとは母親も同然の付き合いではあるが因縁の仲。一時的に保釈されるも外の世界に馴染めず意図的に刑務所に戻る。S4ではカプート所長の秘書となる。S6ではピスカテラ殺害の濡れ衣を着せられ信じていた同じ囚人らの不利な証言があり有罪終身刑となる。S7ではプッセイの名で基金を設立する。
- プッセイ・ワシントン (Poussey Washington)
  - 演 - サミラ・ワイリー（英語版）  / 日本語吹替 - 西島麻紘
  - 小柄な体型の黒人。かつて軍人の父がドイツ駐留中にドイツ軍人の娘と同性愛関係となるが引き裂かれる。テイスティの親友。酒造りが得意。ソーソーと恋仲になる。S4では終盤の囚人ストライキの際、 誤って看守のベイリーに拘束されて死ぬ。(S1-S5、S7)
- シンディ・”ブラック・シンディ”・ヘイズ (Cindy "Black Cindy" Hayes)
  - 演 - エイドリエン・C・ムーア（英語版） / 日本語吹替 - 品田美穂
  - 黒人。おしゃべりで皮肉屋。空港で旅行者の荷物から窃盗を繰り返して収監される。娘がいるが母の養子にしたため自分の妹になっている。MCCの経費削減のために刑務所内の食事がまずくなって教徒用の給食欲しさに、ユダヤ教へ改宗する。S6では保身のためにテイスティに不利な証言をする。S7で出所する。
- ソフィア・バーセット (Sophia Burset)
  - 演 - ラヴァーン・コックス / 日本語吹替 - 横田大輔
  - トランスジェンダー女性の黒人[3]。トランスジェンダーであることを受け入れない息子との関係に悩む。所内では美容師を務める。S6ではカプートからテイスティに有利な証言するよう持ちかけられるが、早期出所と30万ドルを提示するMCCとの取引に応じて、パイパーと同日に出所する。S7では美容師となる。
- イヴォンヌ・”ヴィー”・パーカー (Yvonne "Vee" Parker)
  - 演 - ロレイン・トゥーサント / 日本語吹替 - 神田みか
  - かつてはストリート一帯を牛耳っていた麻薬業者で、非情かつ頭脳派。所内でも黒人たちを組織して密売ビジネスをレッドから奪おうとする。スーザンを手駒にし洗脳する。刑務所から脱走を図った際に、ローザに車で引き殺される。(S2)
- クローデット・"ミス クローデッド"・ペレイジ (Claudette "Miss Claudette" Pelage)
  - 演 - ミシェル・ハースト（英語版） / 日本語吹替 - 井上祐子
  - 殺人罪で収監されている数少ない囚人の一人で、老齢だが周囲から恐れられている。カリブ海地域からの移民。礼儀に厳しい。S1では当初、パイパーと同室になる。(S1)
- アリソン・アブドゥラー (Alison Abdullah)
  - 演 - アマンダ・ステファン（英語版） / 日本語吹替 - 北煬子
  - イスラム教徒。(S4-S5,S7)
- ジャネー・ワトソン
  - 演 - ヴィッキー・ジューディ（英語版） / 日本語吹替 - 杉山里穂
  - 高校陸上競技選手。ボーイフレンド絡みで小切手詐欺にかかわって転落。(S1-S5,S7)

#### アジア系
- ブルック・ソーソー (Brook Soso)
  - 演 - キミコ・グレン / 日本語吹替 - 御沓優子
  - スコットランドと日本のハーフ。政治活動によって入所。おしゃべり。入所した当初はパイパーに懐く。所内でも抗議活動を組織する。孤独に悩んで自殺をはかった後、黒人グループに受け入れられプッセイと親しくなる。(S2-S5,S7)
- メイ・チャン (Mei Chang)
  - 演 - ロリー・タン・チン（英語版） / 日本語吹替 - 新谷真弓
  - 古株の囚人。所内の売店カウンターをしきる老女。密輸業者のボスをしていた過去があり、所内でも様々な品物を持ち込んでいる。(S1-S5,S7)

### 刑務所の職員
- サム・ヒーリー (Sam Healy)
  - 演 - マイケル・J・ハーニー（英語版） / 日本語吹替 - 山本格
  - 刑務所の古参の管理者で、囚人のカウンセラー。シリーズ当初はパイパーに執着心を持つ。精神病を患った母親がおり、トラウマを抱えている。同じく刑務所の古株であるレッドとは親密な関係。S7では刑務所から辞職している。(S1-S4,S6-S7)
- ジョセフ・サルヴァトーレ・カプート (Joseph Salvatore "Joe" Caputo)
  - 演 - ニック・サンドウ（英語版） / 日本語吹替 - 荒井勇樹
  - 刑務所の管理者の一人、S3では所長代理、S4とS5では所長。刑務所の経営予算の遣り繰り、囚人たちの秩序、看守たちの統率などの問題に日々、四苦八苦する。フィゲロアと交際し同居する。S6では辞職しテイスティ救済に奔走する。S7ではタミカを支援し、フィッシャーに＃MeTooで指弾される。ロックバンドで活動していた過去があり、不本意な成り行きで刑務所に就職した。
- ナタリー・"フィグ"・フィゲロア (Natalie "Fig" Figueroa)
  - 演 - アリシア・ライナー（英語版） / 日本語吹替 - 品田美穂
  - S1-S2では刑務所長代理。刑務所予算を横領して夫の州上院議員選挙資金に転用する。カプートと交際する。S6ではカプートにかわり所長となっている。S7では移民収容施設の所長。
- ジョエル・ルスチェック (Joel Luschek)
  - 演 - マット・ピーターズ（英語版） / 日本語吹替 - 荒井勇樹
  - 電気工事を担当し、囚人たちを使って作業させる。S7ではグロリアを救う。
- ダニー・ピアソン (Danny Pearson)
  - 演 - マイク・バービグリア（英語版）
  - 刑務所を運営するようになった企業幹部の父親のコネで刑務所に常駐する。利益を重視する父親と刑務所の板挟みとなって辞職する。(S3-S4)
- スーザン・フィッシャー (Susan Fischer)
  - 演 - ローレン・ラプカス（英語版） / 日本語吹替 - 御沓優子
  - 入所前のパイパーと知り合いだった若い女性看守。カプートに思いを寄せられるが、後に彼に解雇される。S7では＃MeTooでカプートを指弾する。(S1-S2,S7)
- ジョージ・メンデス (George "Pornstache" Mendez)
  - 演 - パブロ・シュレイバー / 日本語吹替 - 宮本克哉
  - 囚人達にハラスメントを繰り返す看守。通称“エロひげ”。ベネットの子を身ごもったダヤに誘惑されて関係し、子の父であると偽装され逮捕される。(S1-S3,S5,S7)
- ジョン・ベネット (John Bennett)
  - 演 - マット・マクゴーリ（英語版） / 日本語吹替 - 稲垣拓哉
  - 元軍人の看守で片足が義肢。ダヤと恋愛関係になり妊娠させるが、犯罪に手を染めるダヤの家族に馴染めずに刑務所を辞めて去る。(S1-S3)
- デシ・ピスカテラ (Desi Piscatella)
  - 演 - ブラッド・ウィリアム・ヘンケ / 日本語吹替 - 拝真之介
  - S4から登場した看守長。大柄で厳格、高圧的。S5で暴動の鎮圧部隊に誤って殺される。かつては重犯刑務所に勤めていたが、男色関係にあった囚人の復讐に暴力事件を起こして職を追われた。(S4-S5)
- バクスター・ベイリー (Baxter Bayley)
  - 演 - アラン・エイゼンバーグ（英語版） / 日本語吹替 - 横田大輔
  - S3から登場した看守。看守には到底向いていない、気の優しい若者。誤ってプッセイの死を招き、辞職する。(S3-S5)
- タミカ (Tamika Ward)
  - 演 - スーザン・ヘイワード（英語版） / 日本語吹替 - 辻野悦子
  - 黒人女性看守、テイスティの旧友。S7で所長。(S6-S7)
- リック・ホッパー (Rick Hopper)
  - 演 - ハンター・エメリー（英語版）
  - アレイダと交際し、密かに所内で麻薬を売る看守長。(S5-S7)
- ヘルマン (Hellman)
  - 演 - グレッグ・ブロトソス（英語版）
  - パイパーを陥れようとし、アレックスに麻薬販売を強制する暴力的な看守。のちに所長。(S6-S7)
- マカロウ (McCullough)
  - 演 - エミリー・ターバー（英語版） / 日本語吹替 - 北煬子
  - 元軍人の女性看守。S7ではアレックスに違法な販売を強い、やがて一方的な思いを募らせ、アレックスの移動を仕組む。(S4-S7)

### 所外の人々
- ラリー・ブルーム (Larry Bloom)
  - 演 - ジェイソン・ビッグス / 日本語吹替 - 花輪英司
  - パイパーの婚約者。彼女に自首を薦めたが、その為に彼の人生も翻弄される。ポリーと関係してパイパーと別れる。(S1-S2,S5,S7)
- キャル・チャップマン (Cal Chapman)
  - 演 - マイケル・チャーナス（英語版） / 日本語吹替 - 山本格
  - パイパーの弟で、良き理解者。パイパーの裏ビジネスを助ける。出所したパイパーを家に同居させる。
- ポリー･ハーパー (Polly Harper)
  - 演 - マリア・ディッジア（英語版） / 日本語吹替 - 森千晃
  - パイパーの学生時代からの親友でビジネスパートナー。後にラリーと関係する。(S1-S2,S7)
- デリア・メンデス=パウエル (Delia Powell)
  - 演 - メアリー・スティーンバージェン
  - ジョージ・メンデスの母親。ダヤの子が息子の種だと信じて育てようとする。(S3,S5)
- リンダ・ファーガソン (Linda Ferguson)
  - 演 - ベス・ドーヴァー（英語版） / 日本語吹替 - 土井真理
  - 刑務所を運営する企業MCCの幹部。一時期カプートと親しくなる。S5では暴動に巻き込まれて囚人を装う。S6ではMCCの重役となり、社名をPolyConと改名する。(S3-S7)
- ゼルダ (Zelda)
  - 演 - アリシア・ウィット / 日本語吹替 - 清水はる香
  - 出所したパイパーが作る恋人 (S7)

## エピソード一覧

### シーズン一覧
| シーズン | シーズン | エピソード | 米国での配信日 |
| -------- | -------- | ---------- | -------------- |
|          | 1        | 13         | 2013年7月11日  |
|          | 2        | 13         | 2014年6月6日   |
|          | 3        | 13         | 2015年6月11日  |
|          | 4        | 13         | 2016年6月17日  |
|          | 5        | 13         | 2017年6月9日   |
|          | 6        | 13         | 2018年7月27日  |
|          | 7        | 13         | 2019年7月26日  |

### シーズン1 （2013年）
| 通算 | 話数 | タイトル           | 原題                   | 監督                       | メインキャラクター   |
| ---- | ---- | ------------------ | ---------------------- | -------------------------- | -------------------- |
| 1    | 1    | こんなはずでは     | I Wasn't Ready         | Michael Trim               | パイパー             |
| 2    | 2    | 胸パンチ           | Tit Punch              | ユタ・ブリースウィッツ     | レッド, パイバー     |
| 3    | 3    | 同性愛お断り       | Lesbian Request Denied | ジョディ・フォスター       | ソフィア, パイパー   |
| 4    | 4    | 見えない敵たち     | Imaginary Enemies      | Michael Trim               | ミス・クローデット   |
| 5    | 5    | 幻のニワトリ       | The Chickening         | アンドリュー・マッカーシー | アレイダ, ダヤ       |
| 6    | 6    | 清き一票を         | WAC Pack               | Michael Trim               | ニッキー, パイパー   |
| 7    | 7    | ランニングトラック | Blood Donut            | Matthew Penn               | ワトソン             |
| 8    | 8    | ロシアの運び屋     | Moscow Mule            | Phil Abraham               | レッド               |
| 9    | 9    | 涙の感謝祭         | Fucksgiving            | Michael Trim               | アレックス           |
| 10   | 10   | 非行少女の償い     | Bora Bora Bora         | アンドリュー・マッカーシー | パイパー, トリシア   |
| 11   | 11   | 看守の恋           | Tall Men with Feelings | Constantine Makris         | パイパー, アレックス |
| 12   | 12   | 汝の敵を愛すな     | Fool Me Once           | アンドリュー・マッカーシー | ペンサタッキー       |
| 13   | 13   | 鮮血のクリスマス   | Can't Fix Crazy        | Michael Trim               | なし                 |

### シーズン2 （2014年）
| 通算 | 話数 | タイトル             | 原題                           | 監督                       | メインキャラクター   |
| ---- | ---- | -------------------- | ------------------------------ | -------------------------- | -------------------- |
| 14   | 1    | たったひとつの記憶   | Thirsty Bird                   | ジョディ・フォスター       | パイパー, アレックス |
| 15   | 2    | 秘めたる才能の開花   | Looks Blue, Tastes Red         | Michael Trim               | テイスティ           |
| 16   | 3    | 優しいハグを信じるな | Hugs Can Be Deceiving          | Michael Trim               | スーザン             |
| 17   | 4    | 女体解体新書         | A Whole Other Hole             | Phil Abraham               | ローナ               |
| 18   | 5    | 縄張り争い           | Low Self Esteem City           | アンドリュー・マッカーシー | グロリア             |
| 19   | 6    | バレンタイン・デー   | You Also Have a Pizza          | アリソン・アンダース       | プッセイ             |
| 20   | 7    | ニュースレター       | Comic Sans                     | アンドリュー・マッカーシー | ブラック・シンディ   |
| 21   | 8    | 幸運のジンクス       | Appropriately Sized Pots       | Daisy von Scherler Mayer   | ローザ               |
| 22   | 9    | 一時帰宅             | 40 Oz. of Furlough             | S. J. Clarkson             | レッド, ヴィー       |
| 23   | 10   | そこに正義はあるのか | Little Mustachioed Shit        | Jennifer Getzinger         | パイパー, アレックス |
| 24   | 11   | 信仰が揺らぐとき     | Take a Break from Your Values  | Constantine Makris         | インガルス           |
| 25   | 12   | 暗闇に不気味         | It Was the Change              | Phil Abraham               | テイスティ, ヴィー   |
| 26   | 13   | 転がり落ちた先には   | We Have Manners. We're Polite. | Constantine Makris         | なし                 |

### シーズン3 （2015年）
| 通算 | 話数 | タイトル                 | 原題                               | 監督                       | メインキャラクター |
| ---- | ---- | ------------------------ | ---------------------------------- | -------------------------- | ------------------ |
| 27   | 1    | 母の想い、娘の想い       | Mother's Day                       | アンドリュー・マッカーシー | 複数               |
| 28   | 2    | シラミどころじゃなくて   | Bed Bugs and Beyond                | Constantine Makris         | ベネット           |
| 29   | 3    | 共感は敵                 | Empathy Is a Boner Killer          | Michael Trim               | ニッキー           |
| 30   | 4    | 本当の自分に嘘はつけない | Finger in the Dyke                 | Constantine Makris         | ビッグ・ブー       |
| 31   | 5    | とことんイカサマ         | Fake It Till You Fake It Some More | ニコール・ホロフセナー     | フラカ             |
| 32   | 6    | チン・トン・チャン       | Ching Chong Chang                  | Anthony Hemingway          | チャン             |
| 33   | 7    | 言葉にならなくて         | Tongue-Tied                        | Julie Anne Robinson        | ノーマ             |
| 34   | 8    | 膨らむ恐怖と野心         | Fear, and Other Smells             | Mark A. Burley             | アレックス         |
| 35   | 9    | カルト教祖               | Where My Dreidel At                | アンドリュー・マッカーシー | リアン             |
| 36   | 10   | 恋の予感                 | A Tittin' and a Hairin'            | Jesse Peretz               | ペンサタッキー     |
| 37   | 11   | ボスも楽じゃない         | We Can Be Heroes                   | Phil Abraham               | カプート           |
| 38   | 12   | 待ちに待った日に         | Don't Make Me Come Back There      | ユタ・ブリースウィッツ     | アレイダ, ダヤ     |
| 39   | 13   | 信ずるは我のみ           | Trust No Bitch                     | Phil Abraham               | 複数               |

### シーズン4 （2016年）
| 通算 | 話数 | タイトル                     | 原題                            | 監督                       | メインキャラクター |
| ---- | ---- | ---------------------------- | ------------------------------- | -------------------------- | ------------------ |
| 40   | 1    | ベテランに任せろ             | Work That Body For Me           | アンドリュー・マッカーシー | 複数               |
| 41   | 2    | 権力こそ最大の武器           | Powersuit                       | Constantine Makris         | マリア             |
| 42   | 3    | 秘密は絶対死守               | Don't Say Anything              | アンドリュー・マッカーシー | ソーソー           |
| 43   | 4    | 最高のカウンセラー           | Doctor Psycho                   | Erin Feeley                | ヒーリー           |
| 44   | 5    | ボルチモアの思い出よ、永遠に | We'll Always Have Baltimore     | Tricia Brock               | マリッツア         |
| 45   | 6    | サイテー男の良心             | Piece of Sh*t                   | ユタ・ブリースウィッツ     | 複数               |
| 46   | 7    | 妄想と現実の狭間で           | It Sounded Nicer In My Head     | Mark A. Burley             | ロリー             |
| 47   | 8    | 地獄で仏                     | Friends In Low Places           | Phil Abraham               | 複数               |
| 48   | 9    | 現状打破                     | Turn Table Turn                 | Constantine Makris         | ブランカ           |
| 49   | 10   | 独り立ち                     | Bunny, Skull, Bunny, Skull      | Phil Abraham               | 複数               |
| 50   | 11   | ただ力になりたくて           | People Persons                  | Lev L. Spiro               | スーザン           |
| 51   | 12   | なれの果て                   | The Animals                     | マシュー・ワイナー         | ベイリー           |
| 52   | 13   | 事実もみ消し指南             | Toast Can't Ever Be Bread Again | アダム・バーンスタイン     | プッセイ           |

### シーズン5 （2017年）
| 通算 | 話数 | タイトル                     | 原題                            | 監督                       | メインキャラクター   |
| ---- | ---- | ---------------------------- | ------------------------------- | -------------------------- | -------------------- |
| 53   | 1    | 暴動に乗り遅れるな           | Riot FOMO                       | アンドリュー・マッカーシー | 複数                 |
| 54   | 2    | フリーダが昔取った杵柄       | Fuck, Marry, Frieda             | Constantine Makris         | フリーダ             |
| 55   | 3    | 連れション姉妹               | Pissters!                       | Phil Abraham               | リンダ               |
| 56   | 4    | リッチフィールドでスター発掘 | Litchfield's Got Talent         | ニック・サンドウ           | アリソン             |
| 57   | 5    | 白人の「ドリームガールズ」   | Sing It, White Effie            | Phil Abraham               | ワトソン、アレイダ   |
| 58   | 6    | 燃える激辛スナック           | Flaming Hot Cheetos, Literally  | アンドリュー・マッカーシー | テイスティ           |
| 59   | 7    | 下の毛全部でチョコ半分       | Full Bush, Half Snickers        | ユタ・ブリースウィッツ     | 複数                 |
| 60   | 8    | トロッコ問題                 | Tied to the Tracks              | Michael Trim               | ダヤ                 |
| 61   | 9    | 体のほてり                   | The Tightening                  | Erin Feeley                | レッド               |
| 62   | 10   | やる事なす事すべて裏目       | The Reverse Midas Touch         | ローラ・プレポン           | ピスカテラ           |
| 63   | 11   | 天井の向こうに               | Breaking the Fiberboard Ceiling | Wendey Stanzler            | 複数                 |
| 64   | 12   | タトゥーで示す愛の解釈       | Tattoo You                      | Mark A. Burley             | パイパー、アレックス |
| 65   | 13   | ストーミー・ウェザー         | Storm-y Weather                 | Jesse Peretz               | 複数                 |

### シーズン6 （2018年）
| 通算 | 話数 | タイトル             | 原題                       | 監督                       | メインキャラクター         |
| ---- | ---- | -------------------- | -------------------------- | -------------------------- | -------------------------- |
| 66   | 1    | 一難去ってまた百難   | Who Knows Better Than I    | Michael Trim               | スーザンとシンディ         |
| 67   | 2    | 激ヤバな事態         | Sh*tstorm Coming           | Mark A. Burley             | シンディ                   |
| 68   | 3    | 自分の身は自分で守る | Look Out for Number One    | Erin Feeley                | フリーダ、キャロル、バーブ |
| 69   | 4    | 心の声を言葉に       | I'm the Talking Ass        | Phil Abraham               | ニッキー                   |
| 70   | 5    | イタズラもほどほどに | Mischief Mischief          | アンドリュー・マッカーシー | 複数                       |
| 71   | 6    | それぞれの子宮事情   | State of the Uterus        | Constantine Makris         | ダディ                     |
| 72   | 7    | 風向きが変わるとき   | Changing Winds             | アンドリュー・マッカーシー | バディソン                 |
| 73   | 8    | 悪知恵のヒーロー     | Gordons                    | Sian Heder                 | テイスティーとタミカ       |
| 74   | 9    | 思い込みを断て       | Break the String           | ニック・サンドウ           | 複数                       |
| 75   | 10   | チョコチップ味のアレ | Chocolate Chip Nookie      | Ludovic Littee             | キャロルとバーブ           |
| 76   | 11   | イヤな予感           | Well This Took a Dark Turn | ローラ・プレポン           | 複数                       |
| 77   | 12   | トラブル倍増         | Double Trouble             | クラーク・ジョンソン       | 複数                       |
| 78   | 13   | 晴れて自由           | Be Free                    | ニック・サンドウ           | キャロルとバーブ           |

### シーズン7 （2019年）
| 通算 | 話数 | タイトル                   | 原題                        | 監督                       | メインキャラクター |
| ---- | ---- | -------------------------- | --------------------------- | -------------------------- | ------------------ |
| 79   | 1    | 終焉(しゅうえん)の兆し     | Beginning of the End        | Michael Trim               | パイパー           |
| 80   | 2    | 激ヤバな事態               | Just Desserts               | アンドリュー・マッカーシー | マカロウ           |
| 81   | 3    | もうひとつの牢獄(ろうごく) | And Brown is the New Orange | Constantine Makris         | ブランカ           |
| 82   | 4    | 終身刑との向き合い方       | How to Do Life              | アンドリュー・マッカーシー | グロリア           |
| 83   | 5    | マイノリティは去れ         | Minority Deport             | ローラ・プレポン           | アレイダ           |
| 84   | 6    | 抜き差しならない状況       | Trapped in an Elevator      | ニック・サンドウ           | マリア             |
| 85   | 7    | まさかのMe Too状況         | Me as Well                  | Ludovic Littee             | ペンサタッキー     |
| 86   | 8    | 謎のオマケ                 | Baker's Dozen               | ニック・サンドウ           | レッド             |
| 87   | 9    | 隠れてコソコソ             | The Hidey Hole              | ナターシャ・リオン         | ローナ             |
| 88   | 10   | 13の呪い                   | The Thirteenth              | Erin Feeley                | アレックス         |
| 89   | 11   | アメリカに祝福あれ         | God Bless America           | Diego Velasco              | 複数               |
| 90   | 12   | デカくて特別な場所         | The Big House               | Phil Abraham               | テイスティ         |
| 91   | 13   | ここでさよなら             | Here's Where We Get Off     | Mark A. Burley             | 複数               |

## 受賞
| 年   | テレビドラマ賞             | 賞                                       | 対象                                    | 結果       |
| ---- | -------------------------- | ---------------------------------------- | --------------------------------------- | ---------- |
| 2014 | 第71回ゴールデングローブ賞 | 主演女優賞ミュージカル・コメディー部門   | テイラー・シリング                      | ノミネート |
| 2014 | プライムタイム・エミー賞   | 作品賞コメディ部門                       |                                         | ノミネート |
| 2014 | プライムタイム・エミー賞   | 主演女優賞コメディー部門                 | テイラー・シリング                      | ノミネート |
| 2014 | プライムタイム・エミー賞   | 助演女優賞コメディー部門                 | ケイト・マルグルー                      | ノミネート |
| 2014 | プライムタイム・エミー賞   | ゲスト女優賞コメディー部門               | ウゾ・アブダ                            | 受賞       |
| 2014 | プライムタイム・エミー賞   | ゲスト女優賞コメディー部門               | ラヴァーン・コックス                    | ノミネート |
| 2014 | プライムタイム・エミー賞   | ゲスト女優賞コメディー部門               | ナターシャ・リオン                      | ノミネート |
| 2014 | プライムタイム・エミー賞   | 演出監督賞コメディー部門                 | ジョディ・フォスター                    | ノミネート |
| 2014 | プライムタイム・エミー賞   | 脚本賞コメディー部門                     | リズ・フリードマン & ジェンリ・コーハン | ノミネート |
| 2014 | プライムタイム・エミー賞   | キャスティング賞コメディーシリーズ部門   | ジェニファー・ユーストン                | 受賞       |
| 2014 | プライムタイム・エミー賞   | 編集賞シングルカメラ・ドラマシリーズ部門 | ウィリアム・トゥロ                      | 受賞       |
| 2014 | プライムタイム・エミー賞   | 編集賞シングルカメラ・ドラマシリーズ部門 | シャノン・ミッチェル                    | ノミネート |
| 2014 | プライムタイム・エミー賞   | 編集賞シングルカメラ・ドラマシリーズ部門 | マイケル・S・スターン                   | ノミネート |
| 2015 | 第72回ゴールデングローブ賞 | 作品賞ミュージカルおよびコメディー部門   |                                         | ノミネート |
| 2015 | 第72回ゴールデングローブ賞 | 主演女優賞ミュージカル・コメディー部門   | テイラー・シリング                      | ノミネート |
| 2015 | 第72回ゴールデングローブ賞 | 助演女優賞テレビ部門                     | ウゾ・アブダ                            | ノミネート |
| 2015 | プライムタイム・エミー賞   | 作品賞ドラマシリーズ部門                 |                                         | ノミネート |
| 2015 | プライムタイム・エミー賞   | 助演女優賞ドラマシリーズ部門             | ウゾ・アブダ                            | 受賞       |
| 2015 | プライムタイム・エミー賞   | ゲスト男優賞ドラマシリーズ部門           | パブロ・シュライバー                    | ノミネート |
| 2015 | プライムタイム・エミー賞   | キャスティング賞ドラマシリーズ部門       | ジェニファー・ユーストン                | ノミネート |
| 2016 | 第73回ゴールデングローブ賞 | 助演女優賞テレビ部門                     | ウゾ・アブダ                            | ノミネート |
| 2016 | 第73回ゴールデングローブ賞 | 作品賞ミュージカルおよびコメディー部門   |                                         | ノミネート |